# エヴゲーニイ・アレクセーエフ
エヴゲーニイ・イヴァーノヴィチ・アレクセーエフ（ロシア語: Евге́ний Ива́нович Алексе́ев, 1843年5月13日 - 1917年5月27日）は、ロシア帝国の海軍軍人、政治家。
太平洋艦隊司令長官、極東総督として日露戦争の原因を作った人物の一人として知られる。

## 経歴
父親も海軍軍人。1863年、海軍士官学校を卒業。士官任官後遠洋航海に従事し、世界周航を経験。1878年、巡洋艦「アフリカ」艦長。1883年、フランス駐在武官。1886年、一等巡洋艦「アドミラル・コルニーロフ」艦長となり、3度目の世界周航。1892年、准将に昇進し、海軍軍令部副総長。1895年、太平洋艦隊で艦隊司令に補される。1897年、少将に昇進し黒海艦隊副司令長官。
1899年、ロシア帝国が清国から租借した関東州の駐留軍司令官および太平洋艦隊司令長官に就任。同年から翌年にかけての義和団の乱鎮圧に従軍し、満洲を占領した。その戦功により中将に昇進。
1902年から1903年にかけて極東政策をめぐってロシア政府内の意見が対日融和論と対日強硬論の二つの意見に分かれると、対日強硬派に属し内相ヴャチェスラフ・プレーヴェやアレクサンドル・ベゾブラーゾフらと「中国だけではなく朝鮮も支配できる」と主張した。ニコライ2世は強硬論の影響を受けて「朝鮮は多少の危険を冒しても手に入れる価値がある」と考えるようになった。その結果1903年に大将に昇進、極東総督に任じられる。この役職は政治・軍事問わず極東に関するあらゆる問題を管轄する役職であり、関東州の行政や軍事のほか、中国・朝鮮・日本など近隣諸国に対するロシア帝国の外交までも任せられた。ロシアの資本家の要請に応じて朝鮮半島権益に興味を示し、同じく朝鮮半島支配を狙う日本に対する露骨な敵視政策を採った。
1904年2月に日本軍による攻撃で日露戦争が始まると、全極東の陸海軍の指揮権を与えられた。当初は奉天（現在の瀋陽）で総指揮を執っていたが、4月にステパン・マカロフが戦死すると後任のニコライ・スクルイドルフ中将の着任までのつなぎとして旅順に入り、太平洋艦隊を直接指揮した。しかし日本陸軍第二軍が遼東半島に上陸し旅順が孤立する見込みになると、艦隊参謀長ヴィリゲリム・ヴィトゲフト少将に後を任せ脱出、再び奉天へ戻った（スクルイドルフも結局旅順に入れなかった）。陸軍のトップであるアレクセイ・クロパトキンと折り合いが悪く（アレクセーエフが攻勢志向なのに対して、クロパトキンは後退・再編成志向だった）、更に敗戦が相次いだために政府内は責任を問う意見が占め、10月の沙河会戦でロシア軍が敗れると完全に陸軍の指揮権を剥奪され、代わってクロパトキンが陸軍総司令官となった。
1905年、国家評議会議員となる。ロシア革命が起きた1917年に議員を辞任。直後にヤルタで死去した。